# Karol Walker
Karol Walker (zm. 17 lutego 1982 w New Florida Gardens) – polski lekarz, działacz społeczny i sportowy.

## Życiorys
Pochodził ze Lwowa. Został lekarzem medycyny z tytułem doktora. U kresu II wojny światowej wyemigrował do Australii i osiadł w Melbourne. Tam otworzył praktykę lekarską. Leczył m.in. sportowców. Wraz z grupą polskich emigrantów powołał do życia Klub Sportowy Polonia, którego został prezesem. Pełnił funkcję delegata do Wiktoriańskiego Związku Piłki Nożnej, w którym przez wiele lat sprawował stanowisko oficjalnego lekarza. W okresie Letnich Igrzysk Olimpijskich 1956 w Melbourne został współtwórcą lokalnego komitetu olimpijskiego. Był przewodniczącym Związku Australijskich Lekarzy Sportowych. Po rezygnacji z aktywnej działalności otrzymał tytuł członka honorowego Wiktoriańskiego Związku Piłki Nożnej. Zmarł 17 lutego 1982 w New Florida Gardens w stanie Queensland.